# Upernavik
Upernavik est une ville du Groenland, située dans la municipalité d'Avannaata. Sa population était de 1 055 habitants en 2017.

## Géographie
La ville d'Upernavik est située sur l'île du même nom dans l'archipel homonyme dans la baie de Baffin. Elle se trouve à environ 1 050 km au nord-ouest de Nuuk, la capitale groenlandaise.

## Histoire

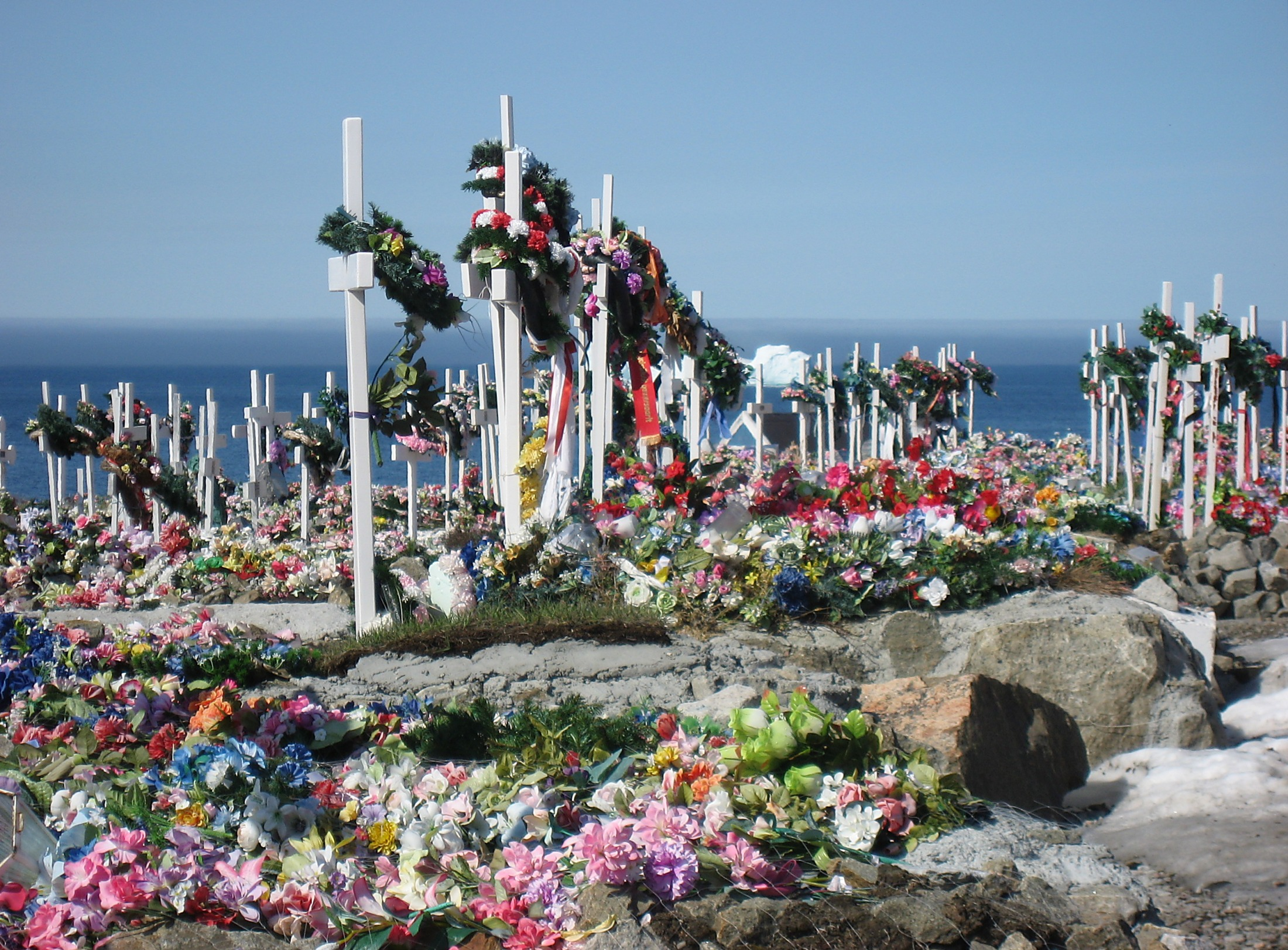
Le cimetière d’Upernavik. Le sol ne pouvant être creusé, les cercueils sont déposés en surface puis recouverts de pierres ou de ciment. Les tombes sont décorées avec des fleurs artificielles.

En 1824, la pierre runique de Kingigtorssuaq a été découverte dans les environs d’Upernavik. Sur cette pierre figurent des inscriptions vikings datant probablement du XIIIe siècle parlant de trois Vikings et de la construction d’un cairn à proximité. Cette pierre est l’artéfact viking le plus au nord jamais trouvé. Elle marque la limite nord des explorations vikings.
Upernavik constituait une municipalité à part entière avant le 1er janvier 2009, quand elle fusionne avec sept autres localités pour former la municipalité de Qaasuitsup. Enfin, depuis le 1er janvier 2018, elle fait partie de la nouvelle municipalité d'Avannaata dont le chef-lieu est Ilulissat.

## Jumelage
- Odense (Danemark)

## Personnalités
- Jessie Kleemann (1959-), artiste inuit, est née à Upernavik.